# ロマン子クラブ
ロマン子クラブ（ロマンこクラブ）は1986年、にっかつロマンポルノがおニャン子クラブのパロディとして結成した、女性アイドルグループである。1986年に 『ロマン子クラブ エッチがいっぱい』、1987年に『ロマン子クラブ2 桃尻ハードラブ 絶頂志願』、『ロマン子ハンティング』に出演。その後解散。

## メンバー
| 会員番号 | 氏名       |
| -------- | ---------- |
| 001      | 新田恵美   |
| 002      | 篠宮とも子 |
| 003      | 中沢慶子   |
| 004      | 小林あい   |
| 005      | 樹ますみ   |
| 006      | 相原久美   |
| 007      | 藤崎美都   |
| 008      | 北村舞子   |
| 009      | 広瀬麻里   |
| 010      | 百瀬まりも |
| 011      | 清水舞     |
| 012      | 前原祐子   |
| 013      | 木村さやか |